# Григорий (Папатомас)
Митрополи́т Григо́рий (греч. Μητροπολίτης Γρηγόριος, в миру Григо́риос Папатома́с, греч. Γρηγόριος Παπαθωμάς; род. 9 сентября 1960, Намата) — епископ Элладской православной церкви, митрополит Перистерийский (с 2021).

## Биография
Родился 9 сентября 1960 года в греческой горной деревне Намата, ном Козани, где также закончил своё начальное образование. Среднее образование получает в городе Птолемаида. Окончил богословскую школу и юридический факультет Университета Аристотеля в Салониках.
В 1983—1985 годы проходил военную службу в качестве офицера артиллерии. В 1988—1989 годах окончил магистерскую программу в Сорбонне (Париж XI) по специальности «каноническое право». В то же время он окончил ещё одну магистратуру в Сорбонне (Париж IV) по специальности «История религий и антропология религии». В 1994 году ему была присуждена докторская степень по каноническому праву за успешно защищенную диссертацию на тему: «Константинопольский патриархат, православные автокефальные церкви Кипра и Греции и монашеское государство Святой Горы согласно единому европейскому правоканоническому подходу» (974 стр. текст + 650 стр. приложения), за что получает награду от Французской академии. В 1997 году защищает пост-докторскую работу на тему: «Как монашество было установлено в канонах Церкви и законах Римской империи (III—VII века). Вклад в каноническо-правовое исследование создания монашества» (260 стр.).
В 1985 году начал преподавать в системе греческого среднего образования, а с 1992 года является преподавателем богословия и новогреческого языка в греческих школах в Париже, Эстонии и Литве. С 1994 года преподавал каноническое право в православном институте Святого Сергия в Париже.
В феврале 1998 году принимает монашество в монастыре святого Георгия вблизи города Килкис и священство в Преображенском храме города Килкис. Чуть позже он был назначен настоятелем монастыря. В период с 1998 по 2000 год был директором церковной школы в городе Килкис.
В 1999—2005 годы — клирик Галльской митрополии Константинпольского патриархата, был протосинкеллом данной митрополии и настоятель кафедрального храма Святого Стефана в Париже. В 2005—2009 годы — клирик Эстонской апостольской православной церкви Константинпольского патриархата. В 1998—1999 и 2009—2010 годы — клирик Полианийской и Килкисийской митрополии
Издал книгу «Несчастье быть маленькой церковью в маленькой стране» (Таллин, 2007, ISBN 978-9949-15-711-2; ISSN 1736-6720), вызвавшую возмущение патриарха Алексия II, который родился в Эстонии.
С 2008 года является преподавателем канонического права в богословском факультете Афинского университета. Он является членом Синодальной комиссии по межправославным и межхристианским связям Элладской православной церкви.
С 2010 года до избрания епископом служил проповедником в Афинской архиепископии.
После ухода на покой в январе 2013 года архиепископа Гавриила (де Вильдера) был одним из троих кандидатов на пост главы Западноевропейской архиепископии православных приходов русской традиции, однако патриарх Константинопольский Варфоломей отклонил все три кандидатуры, сославшись на «отсутствие спокойствия» в архиепископии.
В течение 25 лет, проведённых за границей, он преподавал в 20 университетах на трех континентах (Европа, Азия и Африка). Он много писал, как в книгах, так и в научных статьях. Его книги по каноническому праву были переведены на 16 языков.
8 октября 2021 года решением Священного синода Элладской православной церкви был избран митрополитом Перистерийским
17 октября 2021 года в Благовещенском кафедральном соборе Афин состоялась его епископская хиротония, которую совершили: архиепископ Афинский и всей Греции Иероним II, митрополит Димитриадский Игнатий (Георгакопулос), митрополит Месогайский Николай (Хадзиниколау), митрополит Мессинский Хризостом (Савватос), митрополит Илийский Афинагор (Дикеакос), митрополит Китрусский Агафоник (Фатурос) и митрополит Фтиотидский Симеон (Волиотис). Церемонию рукоположения посетили министр образования и по делам религии Ники Керамеос, заместитель министра иностранных дел Милтиадис Варвициотис, а также мэр Перистери Андреас Пахатуридис.